# George Gedge
George Valentine Gedge (ur. 16 marca 1930) – australijski lekkoatleta, płotkarz  i sprinter, medalista igrzysk Imperium Brytyjskiego w 1950.
Zdobył złoty medal w sztafecie 4 × 440 jardów, która biegła w składzie: Edwin Carr, Gedge, James Humphreys i Ross Price na igrzyskach Imperium Brytyjskiego w 1950 w Auckland. Na tych samych igrzyskach Gedge zajął 6. miejsce w biegu na 440 jardów przez płotki (upadł w biegu finałowym)i odpadł w eliminacjach biegu na 440 jardów.
Był mistrzem Australii w biegu na 220 jardów przez płotki w 1949/1950, wicemistrzem w tej konkurencji w 1951/1952 oraz w biegu na 440 jardów przez płotki w 1949/1950, 1950/1951 i 1951/1952, a także brązowym medalistą w skoku w dal w 1948/1949 oraz w biegach na 440 jardów i na 440 jardów przez płotki w 1952/1953.
Był rekordzistą Australii w sztafecie 4 × 440 jardów z czasem 3:17,8, osiągniętym podczas igrzysk Imperium Brytyjskiego w Auckland 11 lutego 1950. 25 lutego 1950 w Sydney wyrównał rekord Australii w biegu na 440 jardów przez płotki wynikiem 53,1 s.